# Berlepsch' tinamoe
De Berlepsch' tinamoe (Crypturellus berlepschi) is een vogel uit de familie tinamoes (Tinamidae). De wetenschappelijke naam van de soort is voor het eerst geldig gepubliceerd in 1897 door Rothschild. De vogel is genoemd naar de Duitse ornitholoog Hans Graf von Berlepsch.

## Beschrijving
De Berlepsch' tinamoe wordt ongeveer 29,6–32 cm groot. Het mannetje weegt 430-537 g, het vrouwtje 512-615 g. Deze vogel heeft een overwegend donkerbruin verenkleed. Het hoofd en de keel zijn donkerder dan de rest van het lichaam. De poten zijn roze.
De jongen hebben ongeveer dezelfde kleur als de volwassen exemplaren.

## Voedsel
De Berlepsch' tinamoe eet vooral vruchten van de grond of van lage struiken. Hij eet ook ongewervelden, zaden, bloemen, bladeren en wortels.

## Voortplanting
De Berlapsch' tinamoe broedt in februari. Het mannetje paart met ongeveer vier vrouwtjes, die een nest bouwen in het dichte struikgewas. Daarna broedt het mannetje de eieren uit en voedt hij de jongen op. De jongen zijn na 2-3 weken volwassen.

## Voorkomen
De soort komt  voor in het westen van Colombia en het noordwesten van Ecuador.

## Beschermingsstatus
Op de Rode Lijst van de IUCN heeft de soort de status niet bedreigd.